# Margueron
Margueron é uma comuna francesa na região administrativa da Nova Aquitânia, no departamento da Gironda. Estende-se por uma área de 13,57 km². Em 2010 a comuna tinha 396 habitantes (densidade: 29,2 hab./km²).